# Henryk Wieniawski
Henryk Wieniawski (Lublin, 10 de juliol de 1835 – Moscou, 31 de març de 1880) fou un compositor i violinista polonès.
Va nàixer a Lublin, una ciutat polonesa que aquell temps es trobava sota el govern rus. El seu talent per a tocar el violí va ser reconegut enjorn, i el 1843 va entrar al Conservatori de París on va tenir com a professors a Marmontel i Massart. Després de graduar-se, va realitzar diverses gires, donant un gran nombre de recitals, en els quals habitualment era acompanyat pel seu germà Joseph al piano. El 1847 va publicar la seua primera obra Gran Capritx Fantàstic, el començament d'un escàs però important catàleg de 24 obres.
Quan els seus pares es van oposar al seu compromís amb Isabella Hampron, Wieniawski va compondre "Llegenda, Opus 17" i aquesta obra va ajudar a fer que els pares canviaren d'opinió i la parella es va casar el 1860.
Per invitació d'Anton Rubinstein, Wieniawski es va mudar a Sant Petersburg, on va viure de 1860 a 1872, ensenyant a diversos estudiants de violí i dirigint l'orquestra i el quartet de corda de la Societat de Música Russa. De 1872 a 1874 Wieniawski va realitzar una gira pels Estats Units amb Rubinstein. Durant aquesta estada a nord-america dona algunes classes magistrals, i entre aquests alumnes hi havia el que seria també gran violinista, Achille Rivarde. El 1875 va reemplaçar Henri Vieuxtemps com a mestre de violí en el conservatori de Brussel·les, on entre d'altres alumnes tingué a Benno Hollander.
Mentre vivia a Brussel·les, la seua salut va empitjorar, i això el va obligar diverses vegades a aturar-se al mig dels concerts. Va oferir un concert d'acomiadament a Odessa, a l'abril de 1879 i va morir l'any següent a Moscou. Les seves restes reposen al Cementiri Powazki de Varsòvia.
Henryk Wieniawski va ser considerat un violinista genial i va escriure alguns dels treballs més populars del repertori per a violí, incloent-hi dos concerts extremadament difícils; el segon (re menor, 1862) s'interpreta més sovint que el primer (Fa sostingut menor, 1853). Se li van atorgar diversos honors pòstums. El seu retrat va aparèixer en un segell postal a Polònia el 1952 i de nou el 1957. Una moneda de 100 zlotys polonesos va ser editada el 1979 amb la seua imatge. El poble de Wieniawska a la vora del Riu Czechowka és una comunitat nova que va ser anomenada en el seu honor.
El primer concurs de violí a portar el seu nom va tenir lloc a Varsòvia el 1935. El Concurs Internacional de Violí Henryk Wieniawski es fa cada cinc anys des del 1952.

## Obres
- Op.1 Gran Capritx Fantàstic sobre un tema original, per a Lambert Massart; 1847,
- Op.2 Sonata, Allegro + Presto per a violí i piano concertant, per a Stanisław Moniuszko
- Op.3 Souvenir de Poznan, Mazurka en re menor, Jeanette de Niemojewska; 1854,
- Op.4 Primera polonesa de concert en re major, Karol Lipinski; 1852,
- Op.5 Adagio elegíac en la major, Adolf Haaren; 1852,
- Op.6 Souvenir de Moscou. Transcripcions de dues romances russes i variacions, 1853
- Op.7 Capriccio-Valse en mi major, 1852,
- Op.8 Grand duo polonès, per a violí i piano concertant 1852
- Op.9 Romance sans paroles i Rondo elegant Maximilien de Bavière 1852
- Op.10 L'ecole moderne. Estudis-capritxs per a violí sol, per a Ferdinand David; 1854
- Op.11 Le Carnaval russe: Improvisacions i variacions humoresques per al tsar Nikolas I. 1853
- Op.12 2 Masurques, La champetre (1850?) i Chanson polonaise (1853);
- Op.13 Fantasia pastorale; 1853
- Op.14 1r Concert per a violí en Fa sostingut menor, per al Rei de Prússia 1852
- Op.15 Theme original varié 1854
- Op.16 Scherzo-tarantelle en sol menor, per a Lambert Massart; 1855
- Op.17 Legende, Isabel Hampton (per a la seua esposa futura) 1859,
- Op.18 Estudis-Capritxs, 2 violins; 1862.
- Op.19 2 Masurques característiques; Obertass i le Menetrier; 1860,
- Op.20 Fantasia brillante sur Faust, sobre l'Òpera de Charles Gounod, 1865,
- Op.21 Polonaise brillante en la major, per a Carles XV, Rei de Noruega i Suècia 1870
- Op.22 2n Concert per a violí en re menor, dedicat a Pablo Sarasate 1870
- Op.23 Giga en mi menor
- Op.24 Fantasia Oriental en La bemoll
- 3r Concert per a violí en La bemoll, 1878.
- Cadència per al concert no.7 de Rode, vers. 1848
- Cadència per al concert núm. 2 de von Lipiński, vers. 1850
- Cadència per al concert de Felix Mendelssohn, 1853
- Cadència per al concert de Ludwig van Beethoven, ca. 1854
- Cadència per al concert no.5 d'Henri Vieuxtemps, ca. 1864
- Cadència per al concert d'Ernst, ca. 1860
- Fantasia sobre un tema de l'òpera Le Prophète de Giacomo Meyerbeer, 1948.
- Fantasia sobre un tema de l'òpera Richard cœur de Lion, d'André Ernest Modeste Grétry, 1851.
- Fantasia sobre un tema de l'òpera La sonnambula, de Vincenzo Bellini, 1855.